# 長浜彰
長浜 彰（ながはま　あきら、1895年（明治28年）5月23日 - 1947年（昭和22年）3月31日）は、日本の陸軍軍人。陸軍憲兵大佐。太平洋戦争時のフィリピン方面軍憲兵隊司令官。戦後、A級戦犯指定で逮捕されたが、B級戦犯としてマニラ軍事裁判で死刑判決を受けた。

## 経歴
埼玉県に生まれ、1917年、陸軍士官学校（29期）を卒業し、陸軍少尉となる。1928年、憲兵大尉となり、憲兵畑を以後歩く。1933年、憲兵司令部第3課長となる。
1942年8月、憲兵大佐となり、9月には第14軍（フィリピン方面）憲兵隊長となる。1944年7月には、改編昇格した、第14方面軍憲兵隊司令官となる。
1945年、呉地区憲兵隊長となる。同年9月、連合国より第一次戦犯指名され、A級戦犯として逮捕され収監。フィリピンに連行され、司令官時代のフィリピンにおける部下の残虐行為の罪を問われ、B級戦犯としてマニラ軍事裁判で死刑判決を受けた。1947年3月、ラグナ州カンルバンにて銃殺刑。